# Persone di nome Mariana
| Questa pagina contiene informazioni ricavate automaticamente dalle voci biografiche con l'ausilio del template Bio e di un bot. L'aggiornamento è periodico e automatico e ricostruisce completamente la pagina. Se manca una persona in questa lista, sei pregato di non aggiungerla, ma accertati piuttosto che la sua voce biografica contenga il template Bio e che i dati anagrafici siano correttamente compilati. Se il template Bio manca, inseriscilo tu stesso o, in alternativa, metti l'avviso {{tmp\|Bio}} che ne segnala la mancanza. Se i dati riportati sono sbagliati, correggi direttamente la voce biografica; le modifiche saranno visibili in questa lista entro pochi giorni. Per chiarimenti vedi il progetto antroponimi. La lista contiene solo le 59 persone che sono citate nell'enciclopedia e per le quali è stato implementato correttamente il template Bio. Pagina aggiornata al 22 lug 2025. |

Questa è una lista di persone presenti nell'enciclopedia che hanno il nome Mariana, suddivise per attività principale.

## Arciere(1)
- Mariana Avitia, arciera messicana (Monterrey, n. 1993)

## Attrici(15)
- Mariana Briski, attrice argentina (Córdoba, n. 1965 - Buenos Aires, † 2014)
- Mariana Derderián, attrice cilena (Caracas, n. 1980)
- Mariana di Girolamo, attrice cilena (Santiago del Cile, n. 1990)
- Mariana Esnoz, attrice argentina (n. 1984)
- Mariana Falace, attrice italiana (Castellammare di Stabia, n. 1994)
- Mariana Klaveno, attrice statunitense (Endicott, n. 1979)
- Mariana Lessa, attrice brasiliana (Campinas, n. 1992)
- Mariana Loyola, attrice cilena (Santiago del Cile, n. 1975)
- Mariana Magaña, attrice messicana (Città del Messico, n. 1991)
- Penny Singleton, attrice e sindacalista statunitense (Filadelfia, n. 1908 - Los Angeles, † 2003)
- Mariana Prommel, attrice e conduttrice televisiva argentina (Buenos Aires, n. 1968 - Buenos Aires, † 2021)
- Mariana Seligmann, attrice e cantante argentina (Buenos Aires, n. 1984)
- Mariana Seoane, attrice e cantante messicana (Città del Messico, n. 1976)
- Mariana Treviño, attrice messicana (Monterrey, n. 1977)
- Mariana Ximenes, attrice brasiliana (São Paulo, n. 1981)

## Calciatrici(2)
- Mariana Díaz Leal Arrillaga, calciatrice messicana (Querétaro, n. 1990)
- Mariana Larroquette, calciatrice argentina (Ituzaingó, n. 1992)

## Canoiste(1)
- Mariana Limbău, ex canoista romena (Vadul Moldovei, n. 1977)

## Cantanti(4)
- Mariana Aydar, cantante e chitarrista brasiliana (San Paolo, n. 1980)
- April Ivy, cantante portoghese (Lisbona, n. 1999)
- Mariana Popova, cantante bulgara (Sofia, n. 1978)
- Mariana Valadão, cantante brasiliana (Belo Horizonte, n. 1984)

## Cantautrici(2)
- Lali Espósito, cantautrice e attrice argentina (Buenos Aires, n. 1991)
- Maro, cantautrice portoghese (Lisbona, n. 1994)

## Cestiste(8)
- Mariana Bădinici, ex cestista rumena (Bucarest, n. 1957)
- Mariana Ilieva, ex cestista bulgara (Plovdiv, n. 1967)
- Mariana Kosturkova, ex cestista e allenatrice di pallacanestro bulgara (Blagoevgrad, n. 1965)
- Mariana Malinovskaia, ex cestista moldava (Kišinev, n. 1975)
- Mariana Moura de Queiroz Dias, cestista brasiliana (Barretos, n. 1997)
- Mariana Najdenova, ex cestista bulgara (Pernik, n. 1962)
- Mariana Nikolova, ex cestista bulgara (Jambol, n. 1962)
- Mariana Ruseva, ex cestista bulgara (Veliko Tărnovo, n. 1970)

## Drammaturghe(1)
- Mariana Percovich, drammaturga, scrittrice e regista teatrale uruguaiana (Montevideo, n. 1963)

## Economiste(1)
- Mariana Mazzucato, economista italiana (Roma, n. 1968)

## Filantrope(1)
- Mariana da Fonseca, filantropa e politica brasiliana (Rio de Janeiro, n. 1826 - Rio de Janeiro, † 1905)

## Fondiste(1)
- Mariana Handler, ex fondista svedese (Östersund, n. 1980)

## Ginnaste(1)
- Mariana Constantin, ex ginnasta rumena (Ploiești, n. 1960)

## Giornaliste(1)
- Mariana Enríquez, giornalista e scrittrice argentina (Buenos Aires, n. 1973)

## Giudici di tennis(1)
- Mariana Alves, giudice di tennis portoghese (n. 1972)

## Hockeiste su prato(2)
- Mariana González Oliva, ex hockeista su prato argentina (Buenos Aires, n. 1976)
- Mariana Rossi, ex hockeista su prato argentina (n. 1979)

## Lottatrici(1)
- Mariana Drăguțan, lottatrice moldava (n. 2000)

## Modelle(2)
- Mariana Rodríguez, modella, showgirl e attrice venezuelana (Caracas, n. 1991)
- Mariana Vicente, modella portoricana (San Juan, n. 1989)

## Pallavoliste(2)
- Mariana Costa, pallavolista brasiliana (Campina Grande, n. 1986)
- Mariana Thon, pallavolista portoricana (Houston, n. 1988)

## Religiose(1)
- Mariana de Jesús Torres, religiosa ecuadoriana (Biscaglia, n. 1563 - Quito, † 1635)

## Rivoluzionarie(1)
- Mariana de Pineda Muñoz, rivoluzionaria spagnola (Granada, n. 1804 - Granada, † 1831)

## Schermitrici(1)
- Mariana González, schermitrice venezuelana (Maracaibo, n. 1979)

## Scrittrici(2)
- Mariana Frigeni, scrittrice italiana (Bergamo, n. 1909 - Bergamo, † 1997)
- Mariana Starke, scrittrice e viaggiatrice britannica (Madras, n. 1762 - Milano, † 1838)

## Soprani(1)
- Mariana Nicolesco, soprano rumeno (Găujani, n. 1948 - Bucarest, † 2022)

## Tenniste(4)
- Mariana Díaz Oliva, ex tennista argentina (Buenos Aires, n. 1976)
- Mariana Duque Mariño, ex tennista colombiana (Bogotà, n. 1989)
- Mariana Pérez Roldán, ex tennista argentina (Tandil, n. 1967)
- Mariana Simionescu, ex tennista rumena (Târgu Neamț, n. 1956)

## Senza attività specificata(2)
- Mariana Alcoforado, monaca cristiana portoghese (Santa Maria da Feira, n. 1640 - Beja, † 1723)
- Mariana Pajón, ciclista di BMX colombiana (Medellín, n. 1991)